# Avillers-Sainte-Croix
Avillers-Sainte-Croix település Franciaországban, Meuse megyében. Lakosainak száma 80 fő (2022. január 1.). Avillers-Sainte-Croix Woël, Doncourt-aux-Templiers, Hannonville-sous-les-Côtes, Saint-Maurice-sous-les-Côtes, Thillot és Vigneulles-lès-Hattonchâtel községekkel határos.

## Népesség
A település népességének változása:
| Lakosok száma | 78   | 57   | 66   | 61   | 67   | 62   | 61   | 62   | 68   | 80   |
|               | 1968 | 1982 | 1990 | 2006 | 2013 | 2015 | 2017 | 2019 | 2020 | 2022 |